# Älgtjärnen (Färila socken, Hälsingland)
Älgtjärnen är en sjö i Ljusdals kommun i Hälsingland och ingår i Ljusnans huvudavrinningsområde.